# إنه عالم مجنون مجنون مجنون مجنون (فلم)
إنه عالم مجنون مجنون مجنون مجنون (بالإنجليزية: It's A Mad Mad Mad Mad World) هو فيلم ملحمي كوميدي أمريكي صدر عام 1963 ومن إنتاج وإخراج ستانلي كريمر وبطولة سبنسر تريسي مع مجموعة من النجوم، ويدور حول سباق جنوني للفوز بمبلغ مسروق قدره 350,000 دولار من قبل مجموعة متنوعة من الغرباء. قدم العرض الأول في 7 نوفمبر 1963. ومن بين النجوم المشاركين إدي آدامز، ميلتون بيرل، سيد سيزر، بادي هاكيت، إيثيل ميرمان، ميكي روني، فيل سيلفرز، تيري توماس، جوناثان وينترز.
هذا أول فيلم كوميدي يخرجه كريمر، والذي اشتهر بأفلام دراما عن المشاكل الاجتماعية (مثل المتحديان، حكم في نورمبرغ، إرث الريح، خمن من سيأتي للعشاء). وكانت محاولته الأولى في الكوميديا ناجحة للغاية، فنجح الفيلم بين النقاد وشباك التذاكر في عام 1963 وفاز بجائزة أوسكار وترشح لخمس جوائز أوسكار إضافية وجائزتي غولدن غلوب. إلا أن الفيلم وضع تحت عمليات تعديل مكثفة من قبل الموزع، شركى يونايتد أرتيستس، فكانت مدة العرض أقصر من الأصلي، الأمر الذي كان ضد رغبات كريمر. أما اللقطات المحذوفة فقد تدهورت بشدة وتضررت طوال العقود التالية، بحيث أصبحت عملية إنقاذها شبه مستحيلة.
لكن في 15 أكتوبر 2013، أعلنت شركة كريتريون كوليكشن أنها تعاونت مع شركة مترو جولدن ماير ويونايتد أرتيستس وخبير ترميم الفيلم روبرت هاريس وأنها تحاول إعادة بناء الإصدار الأصلي من الفيلم الذي تبلغ مدته 197 دقيقة (3:17 ساعة) كما وضعه كريمر. تم إصدار الفيلم في قرص «تنسيق ثنائي» بلو راي / دي في دي في 21 يناير 2014. قام معهد الفيلم الأميركي بتكريم الفيلم في عدة مرات، وأهمها عندما وضعه ضمن أعظم الأفلام الكوميدية الأمريكية على الإطلاق.

## القصة

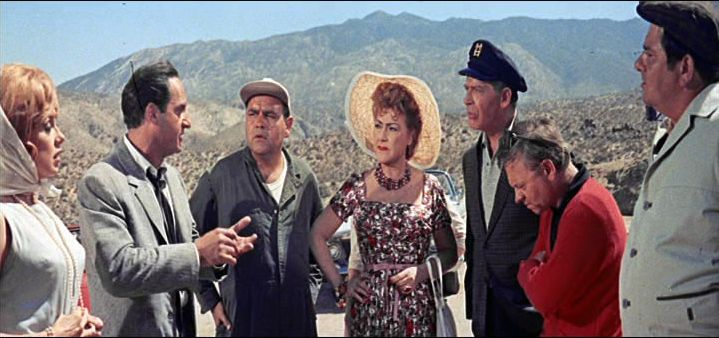
اجتماع الشخصيات الرئيسية في بداية الفيلم، والذي فشلوا في في الاتفاق على طريقة عادلة لتقسيم الثروة المفترضة فيما بينهم، وهنا بدأ السباق نحو الثروة.

تم إطلاق سراح المجرم المدان سمايلي جروجان (جيمي دورانتي) بعد سرقته مصنع تونة قبل 15 عاما، وكان يقود سيارته بتهور على طريق جبلية ملتوية في صحراء موهافي في جنوب كاليفورنيا، وتجاوز عددا من المركبات قبل أن تنحرف سيارته نحو الحاوية وتتحطم. يأتي لمساعدته خمسة رجال من أربع مركبات مرت بجانبه: طبيب الأسنان ملفيل كرامب (سيد سيزر). سائق الشاحنة ليني بايك (جوناثان وينترز)، دينغي بيل (ميكي روني) وبنجي بنجامين (بادي هاكيت)، وهما صديقان ذاهبان إلى لاس فيغاس، ورجل الأعمال الجبان راسل فينش (ميلتون بيرل). يخبرهم جروجان قبل وفاته عن 350,000 دولار مدفونة "في ظل حرف دبليو كبير، في منتزه سانتا روزيتا الوطني قرب الحدود المكسيكية. في نفس الوقت، كان اثنان من رجال المباحث (نورمان فيل، نيكولاس جورجياد) يتربصان بجروجان. يقرر الناس أن يتقاسموا الكنز، دون أن يدركوا أن الشرطة تراقبهم. يختلف الناس ويتناقشون كثيرا حول كيفية تقاسم المال، وعندما تفشل كل الحلول في نظرهم، ينطلقون إلى سياراتهم ويقررون أنه من يصل إلى الكنز أولا يحصل عليه.
وفي الوقت نفسه، كان النقيب تي جاي كولبيبر (سبنسر تريسي) من دائرة شرطة سانتا روزيتا، والذي يعمل بصبر على القضية جروجان منذ 15 عاما، يأمل في حلها والتقاعد بشرف. وصله خبر موت جروجان، واشتبه أنه أبلغ شخصا ما ممن ساعدوه عن موقع المسروقات، وطلب من وحدات الشرطة أن تتبع تحركاتهم. يتصل كولبيبر بضباط شرطة من منطقة أخرى (أندي ديفاين، ستان فريبرغ).
يواجه الجميع متاعب عديدة. يستأجر ملفيل وزوجته مونيكا (إدي آدمز) طائرة رثة من الحرب العالمية الأولى إلى سانتا روزيتا يقودها طيار غير مرخص (بن بلو) ويصلون بواسطة سيارة تاكسي إلى متجر خردوات. يطلبون من سائق التاكسي (ليو غورسي) أن ينتظرهم بالخارج، ويقوم موظف المتجر (دودلز ويفر) باستقبالهم قبل موعد الإغلاق. لكن صاحب المحل (إدوارد ايفرت هورتون) لم يعلم بوجودهما وأقفل الباب إلى الطابق السفلي الذي نزل إليه الزوجان. قام ملفيل بتحطيم المكان وهو يحاول الخروج قبل أن يفجر الجدار بالديناميت.
يطلب دينغي وبنجي من مدير المطار (تشارلز لين) أن يساعدهما، ثم يقومان بإقناع الطيار الثمل تايلر (جيم باكوس) بأخذهم إلى سانتا روزيتا في طائرته الحديثة (بيتشكرافت موديل 18) ذات المحركين. يقوم تايلر بتركهما على المقود ليشرب في مؤخر الطائرة. لكن قيادة بنجي الرعناء تجعل تايلر يقع ويفقد وعيه، فتعين عليهما قيادة الطائرة بنفسيهما. تحاول وحدة تحكم الحركة الجوية (كارل راينر، إدي رايدر، جيسي وايت) وضابط متقاعد (بول فورد) أن تساعدهم على الهبوط على الأرض. ينجح الاثنان في الهبوط ويخرجان سالمين ولكن الطائرة تحطمت داخل مبنى المطار.
ينضم سائقا تاكسي للسباق، إدي «روتشستر» اندرسون، الذي يقل بنجي ودينغي من المطار، وبيتر فالك، الذي يقل ملفيل ومونيكا من متجر الخرداوات.
تصطدم شاحنة بايك مع السيارة التي تقل فينش وزوجته إيميلين (دوروثي بروفاين)، وحماته المزعجة السيدة ماركوس (إيثيل ميرمان). يقوم فينش بإقناع بايك بطلب المساعدة ويأخذ دراجة صغيرة. يتلقى الثلاثة الباقون مساعدة من مقدم في الجيش البريطاني يدعى ألجرنون هوثورن (تيري توماس) ويقلهم إلى أقرب هاتف، وينسون أمر بايك على الطريق. يتوقف الأربعة في محطة خدمة يملكها شقيقان (أرنولد ستانغ، مارفن كابلان) ويرفضان طلب فينش لاستئجار شاحنة القطر. بعد عدة مناقشات، ترفض السيدة ماركوس وابنتها إيميلين الذهاب، وينطلق فينش وهوثورن وحدهما.
يطلب بايك من رجل يدعى أوتو ماير (فيل سيلفرز) أن يقله إلى سانتا روزيتا ولكنه يخبره بموضوع النقود بكل بحماقة، ما دفع ماير الجشع أن يترك بايك وينطلق نحو المال بنفسه، ولكنه يضطر للتوقف عند محطة الخدمة السابقة بعد أن انفجر أحد الإطارات، ويصل بايك ويجد ماير هناك، ما جعل بايك يثور ويدمر المحطة. يهرب ماير من المحطة، أما بايك فسرق شاحنة المحطة ويوافق على مضض أن يأخذ السيدة ماركوس وإيميلين معه. تتصل السيدة ماركوس بابنها سيلفستر (ديك شون)، الذي يعيش قرب سانتا روزيتا وكان يرقص مع صديقته (بيري تشيس)، وتطلب منه البحث عن الغنيمة، ولكن سيلفستر ينطلق بسرعة للدفاع عن والدته بدلا من ذلك. يواجه ماير المشاكل في طريقه، حيث ساعد رجلا (مايك مازورسكي) يعيش في مكان معزول ليوصل الدواء لزوجته، فيتوه هو نفسه في البرية، ويفقد سيارته في النهاية بعد أن غرقت في النهر. ينجح ماير في إيقاف سائق عصبي (دون نوتس) ويقنعه بأنه عميل في وكالة المخابرات المركزية مطارد من قبل الروس، ثم يقوم ماير بسرقة السيارة. في ذات الوقت، تقوم الشرطة بتتبع المجموعة، أما كولبيبر فيصاب بالحنق الشديد: فرغم أنه حل قضية جروجان، فلم تتجاوز جائزته المعاش التقاعدي.
تصل الجموع في نفس الوقت إلى الحديقة ويبدؤون البحث عن «حرف دبليو الكبير» يراقب النقيب كولبيبر الوضع وهو يخطط أخذ الغنيمة لنفسه. يأمر جميع رجال الشرطة بمغادرة المنطقة وينتظر من الآخرين الكشف عن المال. كانت إيميلين الوحيدة التي لم ترد أن تدخل هذا السباق، وكانت أول من أدرك أن «حرف دبليو الكبير» هو في الواقع أربعة أشجار نخيل مرتبة على شكل حرف دبليو. يخرج كولبيبر من الأشجار ويحييها، تكشف إيميلين عن مكان الكنز دون قصد وتقترح تقسيم المال معه حتى تتقاعد في دير. يكتشف بايك موقع الكنز ويتبعه آخرون، ويبدؤون الحفر بسرعة، يجد الفريق حقيبة المسروقات، ويختلقون على توزيع النقود. يأتي كولبيبر ويأخذ الحقيبة، ويخبرهم أن القاضي قد يتساهل معهم إذا سلموا أنفسهم طواعية. في البداية يأخذون مشورة كولبيبر، ثم يركبون سيارات التاكسي وينطلقون خارج الحديقة.
يلاحظ الفريق أن كولبيبر غادر مع المال، حيث قرر أن يضع سيارة الشرطة بمساعدة جيمي كروك (باستر كيتون) في مرآب ويهرب إلى قارب نحو المكسيك، فيعكسون اتجاههم على الفور ويطاردونه. حاول رئيس الشرطة ألويسيوس (وليام ديماريست) أن يتصل بكولبيبر عبر الراديو دون نجاح، ليدرك بعدها نوايا كولبيبر ويلغي راتب التقاعد المضاعف ثلاث مرات – الذي نجح ألويسيوس في تأمينه بابتزاز رئيس البلدية (لويد كوريجان) قبل أقل من نصف ساعة. ومزق المظروف الذي يحتوي على أوراق المعاش التقاعدي ويأمر باعتقال كولبيبر.
في نهاية المطاردة، يعلق الفريق على سلالم نجاة صدئة في مبنى مهجور، وهم أحد عشر رجلا في المجموعة، كل منهم يحاول منع العشرة الآخرين من أخذ الحقيبة، رغم تحذيرات المسؤول (جو إي براون) أن السلالم غير آمنة. خلال المعركة تفتح الحقيبة بالخطأ وتسقط النقود منها نحو الحشد في الأسفل. تنفصل السلالم عن المبنى، ويصل رجال المطافي لإنقاذهم، ويحاول الرجال الوصول إلى سلم المطافي. لكن سلم المطافي لم يحتمل أوزانهم المجتمعة فانكسر النظام الهيدروليكي للسلم، ما أدى إلى اعوجاجه ورمى بهم في اتجاهات مختلفة.
أصبح الرجال الآن في مستشفى السجن مستلقين في ضمادات غطت كل أجسادهم، وهو يلومون بعضهم بعضا على محنتهم وخاصة كولبيبر لاستيلائه على المال. وأشار كولبيبر إلى أن عقوبتهم قد تكون أخف لأنه قد يتلقى معظم اللوم في المحكمة، ويضيف أنه خلال العشرة أو العشرين عاما القادمة، فإنه يتمنى أن يجد ما يدفعه للضحك. يرمي بنجي قشرة موز نحو سلة المهملات، ولكنه يخطئها وتقع على الأرض، قبل لحظات من دخول السيدة ماركوس المزعجة، وتتبعها مونيكا وإيميلين، وهي توبخ كل من الرجال المصابين بصوت عالي. تنزلق السيدة ماركوس على قشرة الموز وتقع على ظهرها، ويتم حملها على نقالة، بينما يضحك الرجال المصابون (إلا ابنها سيلفستر) بشكل هستيري، ويضحك معهم كولبيبر.

## الممثلون
| - سبنسر تريسي – النقيب كولبيبر - إيدي آدامز – مونيكا كرامب - ميلتون بيرل – راسل فينش - سيد سيزر – ميلفيل كرامب - بادي هاكيت – بنجي بنجامين - إيثل ميرمان – السيدة ماركوس | - دوروثي بروفاين – إيميلين ماركوس فينش - ميكي روني – دينغي بيل - ديك شون – سيلفستر ماركوس - فيل سيلفرز – أوتو ماير - تيري توماس – المقدم ألجرنون هوثورن - جوناثان وينترز – ليني بايك |

### الممثلون المساعدون
| - روتشستر أندرسون – سائق التاكسي - جيم باكوس – الطيار تايلر فيتزجيرالد - بيري تشيس – صديقة سيلفستر - وليام ديماريست – رئيس الشرطة ألويسيوس | - جيمي دورانت – سمايلر جروجان - بيتر فالك – سائق التاكسي - بول فورد – العقيد ويلبرفورس |

### أدوار شرفية
| - موري أنستردام – مايك صهر كولبيبر (صوت فقط) (مشهد محذوف) - فيل أرنولد – القيم على محطة البنزين (مشهد محذوف) - جاك بيني – رجل يقود سيارة فرانكلين يقدم المساعدة - بول بيرش – رجل شرطة في سانتا روزيتا عند التقاطع - بين بلو – قائد الطيارة العتيقة - جو إي براون – المسؤول في موقع البناء - إيف بروس – فتاة الاستعراض في الشاطئ (مشهد محذوف) - ألان كارني – رقيب في شرطة سانتا روزيتا - تشيك تشاندلر – الشرطي في الجراج (مشهد محذوف) - جون كلارك – طيار الهليكوبتر - ستانلي كليمينت – الصحفي في قسم الشرطة - لويد كاريغان – عمدة سانتا روزيتا - هوارد دا سيلفا – مسؤول مطار رانتشو كانيخو (مشهد محذوف) - أندي ديفاين – مأمور مقاطعة كروكيت - سيلما دايموند – زوجة كولبيبر (صوت فقط) - مينتا دوفري – امرأة ضمن الحشد تشاهد عملية الإنقاذ - كينغ دونوفان – مسؤول مطار رانتشو كانيخو (مشهد محذوف) - روي إنغل – رجل شرطة في سانتا روزيتا عند التقاطع - نورمان فيل – محقق في قضية جروجان - جيمس فلافين – رجل شرطة عند التقاطع (مشهد محذوف) - ستان فريبرغ – نائب مأمور مقاطعة كروكيت - نيكولاس جورجياد – محقق في قضية جروجان - ليو غورسي – سائق التاكسي الذي أحضر ملفيل ومونيكا إلى متجر الخردوات - ستايسي هاريس – الشرطي على الراديو (صوت فقط) والمحقق خارج متجر الخردوات - دون هارفي – شرطي في سانتا روزيتا - ستيرلينغ هولواي – رجل المطافي في سانتا روزيتا - إدوارد إيفريت هورتون – السيد دينكلر صاحب متجر الخردوات - ألين جنكينز – رجل المطافي في سانتا روزيتا (مشهد محذوف) - مارفن كابلان – إروين مالك محطة الخدمة - روبرت كارنز – سام، الشرطي في المروحية | - باستر كيتون – جيمي كروك البحار - توم كينيدي – شرطي المرور في سانتا روزيتا - دون نوتس – السائق العصبي - هاري لوتر – مراسل قسم الشرطة - بين ليسي – جورج الحارس - بوبو لويس – زوجة قائد الطيارة العتيقة - جيري لويس – السائق الذي يدهس قبعة كولبيبر - مايك مازوركي – عامل المنجم الذي يحضر الدواء لزوجته - تشارلز ماكغرو – الملازم ماثيوز - تايلر ماكفي – الشرطي على الراديو (صوت فقط) - كليف نورتون – مراسل مطار رانشو كانيخو (مشهد محذوف) - باربارا بيبر – بائعة الآيس كريم (مشهد محذوف) - كين بيترز – مراسل شرطة سانتا روزيتا - زاسو بيتس – عاملة الهاتف في قسم شرطة سانتا روزيتا - إليوت ريد – دكتور تشادويك (صوت فقط) (مشهد محذوف) - كارل راينر – عامل برج مطار رانشو كانيخو - مادلين رو – سكرتيرة شوارز في قسم شرطة سانتا روزيتا - روي روبرتس – الشرطي في الجراج (مشهد محذوف) - إدي روسون – ابن عامل المنجم - إدي رايدر – عامل برج مطار رانشو كانيخو - جين سيويل – المرأة في الشاحنة - شيريلز – المغنيات في راديو سيلفستر (صوت فقط) - أرنولد ستانغ – مالك محطة الخدمة - نيك ستيوارت – سائق الشاحنة الذي انحرف عن مساره - المهابيل الثلاثة (مو هوارد، لاري فاين، جو ديريتا) – عمال المطافي في مطار رانشو كانيخو - ستمي تونغ – عامل المصبغة - دودلز ويفر – موظف متجر الخردوات - ليني واينريب – الشرطي على الراديو (صوت فقط) ورجل مطافي - جيسي وايت – منظم حركة الطيران في مطار رانشو كانيخو |

## الإنتاج

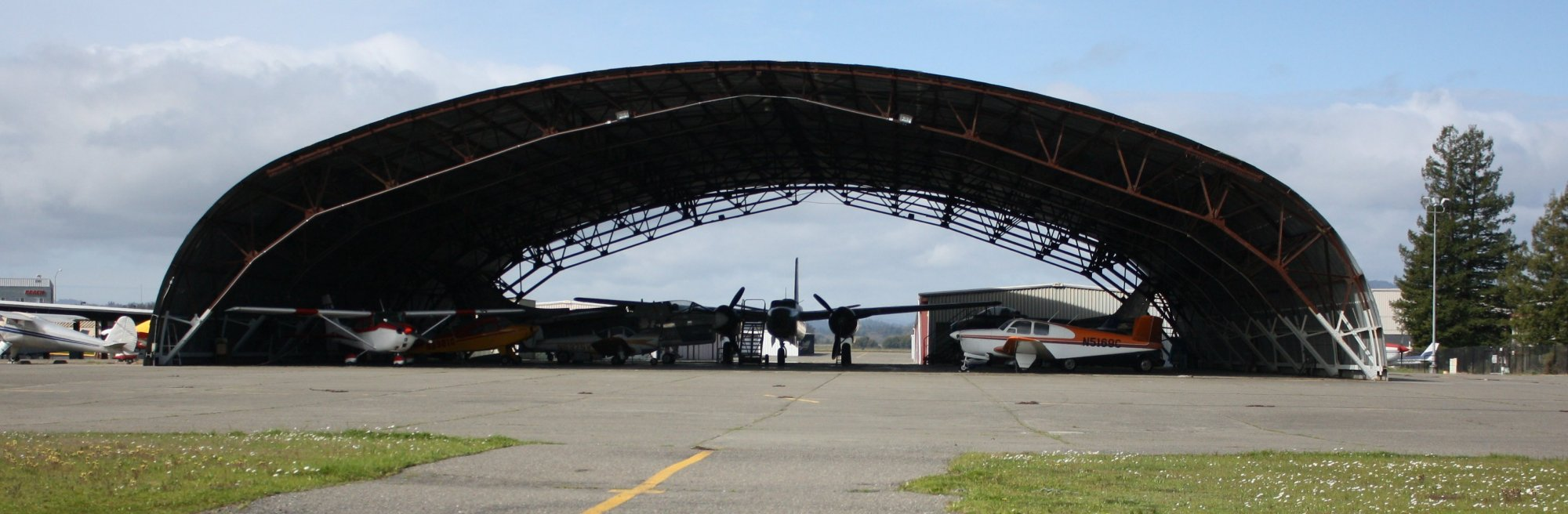
الحظيرة في مطار تشارلز شولتز في مقاطعة سونوما، بجوار متحف باسيفيك كوست الجوي.